# Yamaguchi (motorfiets)
Yamaguchi is een historisch motorfietsmerk uit Japan.

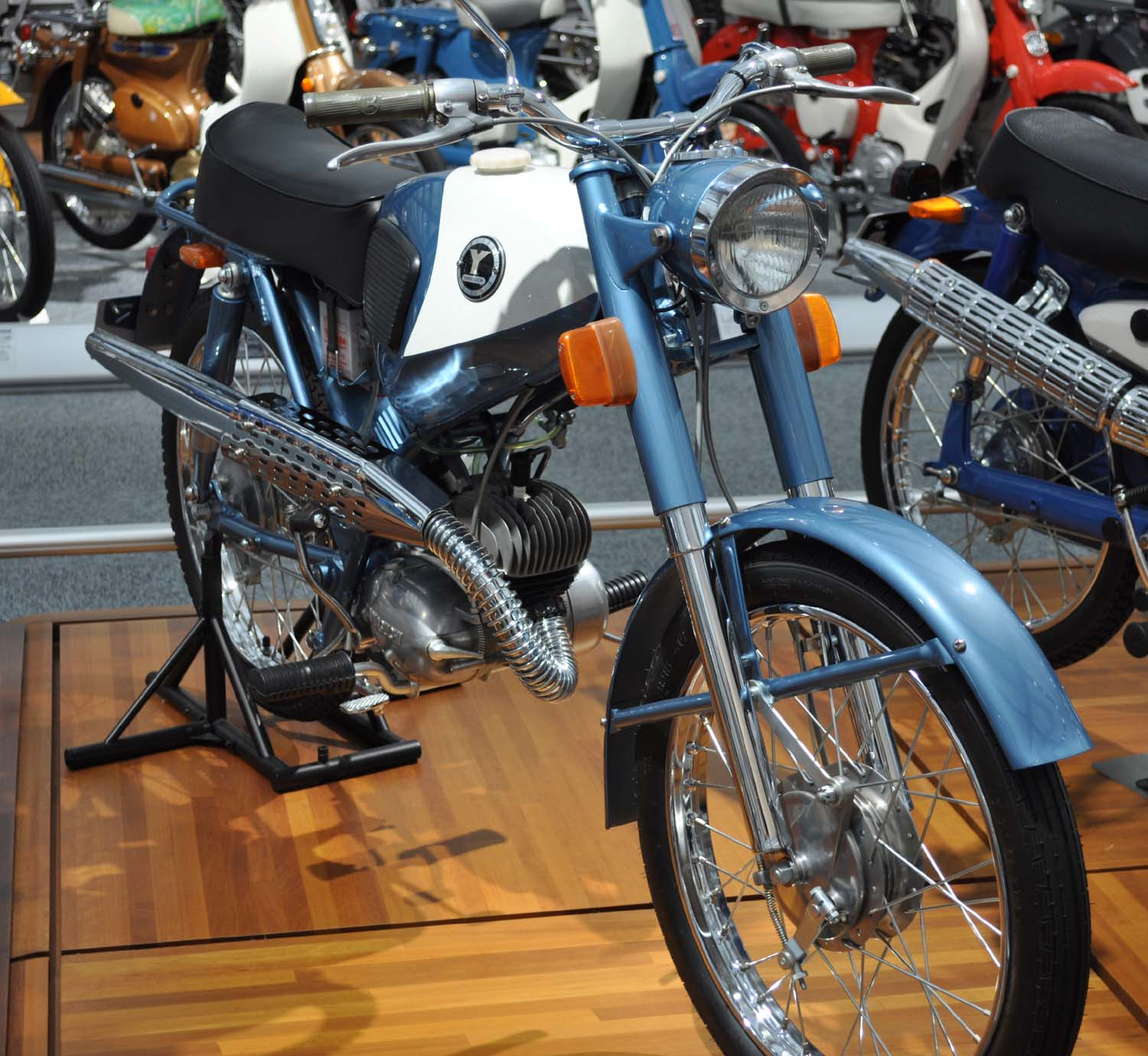
Yamaguchi Autopet Sports SPB uit 1962

De motoren werden gebouw door Yamaguchi Bicycle & Motor Mfg. Co. Ltd. Deze was gevestigd aan de Tokecho in de wijk Taito in Tokio van 1941 tot en met 1964. Het is een van de vroege Japanse motormerken. Yamaguchi bouwde lichte motorfietsen van 49- tot 123 cc. De blokken kwamen van Hodaka, dat toen nog geen motorfietsproducent was. Er waren 123 cc tweecilinders die ook in trial-uitvoering leverbaar waren.
Na de sluiting in 1964 nam de Amerikaanse firma Koepke het bedrijf over en werd de motorproductie gestaakt. Hodaka dook in het gat en ging in plaats van alleen motorblokken complete motorfietsen bouwen.